# ORCHEM-Preis
Der ORCHEM-Preis der Liebig-Vereinigung für Organische Chemie der Gesellschaft Deutscher Chemiker wird alle zwei Jahre an Nachwuchswissenschaftler in Organischer Chemie verliehen. Er ist mit 5000 Euro dotiert und wird seit 2000 verliehen.

## Preisträger
Jeweils mit Wirkungsort zum Zeitpunkt der Verleihung und kurzen Stichworten aus der offiziellen Begründung:
- 2000 Clemens Richert, Konstanz, (molekulare Erkennung von Nukleinsäuren, insbesondere chemische Kappen), Stefan Bräse, Aachen, (Organische Festphasensysteme mit neuen Möglichkeiten der Synthese biologisch aktiver Verbindungen)
- 2002 Stephen K. Hashmi, Stuttgart, (homogene Gold-Katalyse organischer Reaktionen, Metallacycloalkane), Michael Müller, Jülich (enantioselektive enzymische Synthesen)
- 2004 Frank Glorius, Mülheim (Design Bis(oxazolin)-abgeleiteter Carbenliganden für die metallorganische Katalyse, asymmetrische Hydrierung chiral modifizierter Pyridine), Hans-Joachim Wagenknecht, Garching (Mechanismus neuartiger, durch Reduktion initiierter Ladungstransferprozesse durch die DNA)
- 2006 Lutz Ackermann, München (Entwicklung luftstabiler Phosphinoxide als Präliganden für Pd-, Ni- und Ru-katalysierte Kreuzkupplungsreaktionen von Chloraromaten), Martin Oestreich, Münster (Innovative Beiträge zur Asymmetrischen Synthese, insbesondere mit Hilfe von bicyclischen Organosiliciumverbindungen mit Si-basierter Chiralität)
- 2008 Peter Spiteller, München (Isolierung und Strukturaufklärung neuartiger Stoffwechselprodukte höherer Pilze und deren ökologischer Funktion zur Abwehr von Fraßfeinden), Magnus Rueping, Frankfurt am Main (Beiträge zur  Organokatalyse, insbesondere seine Arbeiten zur enantioselektiven Brønsted-Säure-Katalyse)
- 2010 Hans-Dieter Arndt, Dortmund (Synthesegestützte chemische Biologie, insbesondere seine organisch-synthetischen und molekularbiologischen Arbeiten auf dem Gebiet der cyclischen Thiopeptidantibiotik), Nicolai Cramer, Zürich (selektive Übergangsmetall-katalysierte Bindungsaktivierung unter Ringöffnung, effiziente Synthese komplexer Natur- und Wirkstoffe)
- 2012 Christian Hackenberger, Berlin (chemoselektive Ligation und  effiziente Synthese von Protein-Protein- und von Protein-Kohlenhydrat-Konjugaten),  Axel Jacobi von Wangelin, Regensburg (Eisen-katalysierte Kupplungsreaktionen und metall-, organo- und photokatalytische Synthesen von Carbo- und Heterocyclen).
- 2014 Franziska Schoenebeck, Aachen (theoretische und experimentelle Studien zu Reaktionsmechanismen, besonders Palladium-katalysierte Reaktionen), Daniel B. Werz, Braunschweig (Chemie der Kohlenhydrate, Synthese von Heterocyclen über Donor-Akzeptor-Cyclopropane)
- 2016 Thomas Magauer, München (neue Synthesewege komplexer Naturstoffe), Olga Garcia Mancheño, Regensburg (neuartige und nachhaltige Synthesemethoden mit Hilfe moderner katalytischer Verfahren)
- 2018 Ivana Fleischer, Tübingen (selektive Funktionalisierung von Olefinen und Carbonsäurederivaten), Florian Beuerle, Würzburg (hochdefinierte Käfigverbindungen und zweidimensionale π-konjugierte Polymermaterialien)
- 2020 Josep Cornella, Mülheim a. d. Ruhr (Redoxkatalyse mit Bismut), Philipp Heretsch, Berlin (Synthese von Steroiden und Terpenen)
- 2022 Johannes Broichhagen, Berlin (Entwicklung von neuen molekularen Werkzeugen), Max Hansmann, Dortmund (Synthese und Charakterisierung reaktiver Zwischenstufen und Entwicklung organischer Redoxsysteme)
- 2024 Golo Storch, München (Flavin-Systeme in der molekularen Photokatalyse), Malte Gersch, Dortmund (proteolytische Enzyme des Ubiquitin-Systems)[1]